# 加藤礼菜
加藤 礼菜（かとう れな、1993年1月3日 - ）は、日本のクラシックピアニストである。

## 略歴
埼玉県出身、大宮光陵高等学校音楽科を経て、東京音楽大学器楽専攻(ピアノ演奏家コース)に首席入学し卒業。在学中奨学金を授与される。その後、同大学大学院 器楽専攻鍵盤楽器領域ピアノ専攻修了。2013年、東京音楽大学短期留学奨学生として、ギルドホール音楽演劇学校に留学。留学中、 小川典子、C.パルマー、R.オホラらに師事。

## 受賞歴
- 第16回彩の国・埼玉ピアノコンクール銀賞。
- 第5回｢若い芽のコンサート｣にて最優秀賞、併せて若い芽大賞(全部門より)
- 第60回全日本学生音楽コンクール 東京大会入選。
- 第11回ショパン国際ピアノコンクールin ASIA 全国大会銅賞、アジア大会奨励賞。
- 第8回日本演奏家コンクール第1位、及びグランプリ受賞(全部門より) 等多数入賞。
- マスタークラスに於いて、横山幸雄、E.タヴァスティエルナ、B.ゲツケ、R.オホラのクラスを受講。<ref>https://www.geidanren.jp/dra/bansou/user/124.php</ref>。

## ディスコグラフィー
2020年1月 T－TOC RECORDS・ティートックレコーズ (販売元:クラウン徳間ミュージック)よりデビューアルバム「Serenade」
が発売された<ref>https://t-tocrecords.ocnk.net/product/254</ref>。

### ライバーとしての活動
2020年4月から、株式会社ディー・エヌ・エーが運営するライブコミュニケーションアプリPocochaで、ライブ配をおこなっている。
同年8月に、女性ファッション雑誌Sweetへの紹介記事の掲載権をかけた投票イベントで、1位となる。
つづく9月にも、女性ファッション雑誌JJへのグラビア、並びに紹介記事の掲載権をかけた、投票イベントで総合4位入賞をはたし、掲載権を勝ち取り男女を問わず根強い人気があることをしめした。
その清楚な容姿とエレガントな演奏姿勢から、ファンからは❝姫❞と呼はれている。<ref>https://www.pococha.com/app/users/85396ad1-584a-4243-8364-57dc7166f8d5</ref>。